# 东升镇 (中山市)
东升镇，是中华人民共和国广东省中山市曾经下辖的一个镇，于2021年7月19日并入小榄镇。

## 历史
东升在南宋绍兴二十二年（1152年）属宁安乡和德庆乡。明朝洪武十四年（1381年），改乡为坊都，东升属大榄都。清朝道光七年（1827年），改坊为都，东升属榄都。光绪初年（约1880年），改都为镇，东升属榄镇，宣统二年（1910年），改镇为区，东升属第三区。民国19年（1930年）7月，区的名称改按地方命名，东升属西海区。民国20年（1931年）9月，9个区恢复按数字命名，西海区改名为第三区，东升属第三区。民国35年（1946年）9月，撤销区建制，把364个乡镇缩编为67个乡镇，东升属复兴乡和民生乡。
中华人民共和国成立后，1951年1月，全县设1个区级镇和11个区，东升属第三区。1952年7月，第三区分为上三区和下三区，东升镇下三区。1953年6月，土地改革结束后，全县设立3个区级镇、15个区，原第三区的上三区改称第十一区，下三区改称十三区，东升属第十一区和第十三区。1955年8月，各区、镇均以所在地为区、镇名称，东升属港口区和永宁区。1957年2月，进行撤区并乡，东升属沙朗乡和五埒乡。1958年8月，全国开展公社化运动，全县以大乡为单位建立人民公社，东升属东方红公社和五埒公社。同年10月，全县34个公社合并成7个大公社，下辖34个耕作区，东升属沙溪公社沙朗耕作区和小榄公社五埒耕作区。
1959年4月，撤销7个大公社，设立29个公社，东升属沙朗公社和小榄公社。1961年8月，缩小公社规模，恢复区建制，划分小公社，东升镇所辖地域原属小榄公社的地段设立鸡笼公社，东升属小榄区鸡笼公社和港口区沙朗公社。1963年初，撤销区建制，全县农村改设18个公社，鸡笼公社并入小榄公社，东升镇所辖地域其余地段改属港口公社，东升属小榄公社和港口公社。1966年6月，港口公社析出坦背片11个生产大队，设立坦背公社。1983年11月，全县农村实行政社分设，设区建乡，东升镇属小榄区和坦背区。1986年12月，全市撤区建镇，原小榄区析出东升片8个乡，设立鸡笼镇，坦背区改为坦背镇。1987年10月，鸡笼镇更名东升镇。1998年12月，撤销坦背镇，其行政区域并入东升镇。
2021年7月19日，经广东省人民政府同意，撤销小榄镇、东升镇，设立新的小榄镇。

## 地理经济
东升镇地处珠江三角洲的中南部，中山市境西北部，南边与中山市区相邻，北边与佛山市顺德区相邻，总面积75.82平方公里，户籍人口7.4万人，外来人口约10万人。105国道、小榄水道、中江高速、广珠城轨、广珠西线路经本镇。该镇以脆肉鯇著称。
撤销前，东升镇下辖8个社区和6个村：利生社区、东升社区、裕民社区、高沙社区、同乐社区、同茂社区、兆龙社区、东城社区、益隆村民、胜龙村、新胜村、坦背村、太平村、白鲤村。

## 註解
1. ↑  1983年12月，经国务院批准，中山县改为中山市（县级），属佛山市管辖。1988年1月，经国务院批复，中山市升格为地级市，属广东省管辖。